# Szén
A szén a periódusos rendszer hatodik kémiai eleme. Vegyjele C. Nyelvújításkori magyar neve széneny. Rendszáma 6, a IV. főcsoportban és második periódusban helyezkedik el. Négy vegyértékű, nemfém. Tiszta állapotban több allotrop módosulatban is létezik: legjelentősebbek a grafit, a gyémánt és a fullerének. Kötött állapotban a karbonátokban, a szén-dioxidban és az élő szervezeteket alkotó szerves vegyületekben fordul elő.
Nélküle nem létezne élet a Földön annak ellenére, hogy a természetben nem található meg nagy mennyiségben és nem tartozik a leggyakoribb elemek közé, de az élővilág számára nélkülözhetetlen alkotóelem. Különleges előfordulási formáit jól mutatja, hogy az ember által ismert egyik legpuhább (grafit) és legkeményebb (gyémánt) ásványnak is egyaránt módosulata.

## Jellemzői
A szén több szempontból is figyelemreméltó elem. Különböző formái között megtalálható az ember által ismert egyik legpuhább (grafit) és legkeményebb (gyémánt) anyag, de az antracit a legtisztább és legnagyobb fűtőértékű kőszén. Ezentúl, könnyen létesít kémiai kötést más atomokkal, beleértve más szénatomokat, kis mérete pedig többszörös kötések kialakítására is alkalmassá teszi. Ezen tulajdonságai miatt több mint 10 millió különböző vegyületet alkot. A szénvegyületek a földi élet alapjául szolgálnak, és a szén-nitrogén ciklus során a Nap és más csillagok energiatermelésében is részt vesz.
Az Ősrobbanás során nem keletkeztek szénatomok, mivel azok csak alfa-részecskék (hélium atommagok) hármas ütközése során jöhetnek létre. Az univerzum kezdetben túl gyorsan tágult és hűlt le ahhoz, hogy ez megtörténhessen. Termelődik viszont szén felszálló ágban lévő csillagok belsejében, ahol a három alfás (vagy Salpeter-) ciklus során a hélium atommag alakul nagyon rövid időre berilliummá, majd szénné.
A periódusos rendszer egyetlen elemének, a szénnek ma több ismert vegyülete van, mint az összes többi elemnek együttvéve. A napjainkig megismert szénvegyületek száma több mint 20 millió. Ezt a szénatom különleges tulajdonságai teszik lehetővé.
Az alapállapotú szénatom elektronszerkezete: {\displaystyle 1s^{2}2s^{2}2p^{2}} A szénatom vegyértékelektronjából kettő párosított és kettő párosítatlan. A párosított elektronok egyike energia felvételével az üres 2p atompályára kerül. Ezt követően (kötések létesülésekor) az 1 db 2s pálya hibridizálódik (keveredik, kombinálódik) a 3 db 2p pályával és 4 db egymással egyenértékű (azonos energiájú) {\displaystyle sp^{3}}-hibridpálya jön létre. A szénatom nemesgázszerkezet eléréséhez négy elektront képes felvenni, amit négy kovalens kötés kialakításával ér el.

## Allotrop módosulatai

A szén allotrop módosulatai: a) Gyémánt, b) Grafit, c) Lonszdaleit, d)– f) Fullerének: pl.: C_{60}, C_{70}, C_{540}, g) Amorf szén, h) Nanocső

A szénnek több allotrop módosulatáról tudunk, ezek közül a legismertebbek az amorf szén, grafit, gyémánt és a fullerének és nanocsövek. 2004. március 22-én jelentették be egy mágneses módosulat létezését.
- Gyémánt

A gyémánt a szén igen nagy nyomáson keletkező allotrop módosulata, a legkeményebb ismert természetes ásvány. Keménysége 10 a Mohs-féle keménységi skálán.
A gyémántban minden szénatom négy másik szénatomhoz kapcsolódik kovalens kötéssel, a kötések egy szabályos tetraéder csúcsai felé mutatnak. A szénatomok sp3-hibridállapotban vannak, a kovalens kötést négy, egyenértékű sp3 hibridpálya hozza létre.
Atomrácsa van, melyben a szénatomok erős kovalens kötéssel kapcsolódnak egymáshoz.
Átlátszó, nem vezeti az elektromos áramot. Nagy a fénytörése. Ha idegen anyagok szennyezik, megváltozhat a színe.
- Grafit

A grafit a szén egy másik allotrop módosulata: a szénatomok három másik atommal kapcsolódnak kovalens kötéssel, mivel az sp²-hibridizáció során csak három elektron vesz részt a kötések kialakulásában. A kötésszög 120°-os. A negyedik elektron nem vesz részt kémiai kötés kialakításában, emiatt a grafit jól vezeti az elektromosságot és a hőt.
Szabályos hatszög alakú gyűrűkből álló rétegrácsa van. A rétegek gyenge van der Waals-erővel kapcsolódnak egymáshoz.
A grafit egyike a legpuhább anyagoknak. Lágy és könnyen hasad, a papíron nyomot hagy. Jól hasítható.
A grafit hexagonális (alfa-grafit) és romboéderes (béta-grafit) rendszerben kristályosodhat. A természetben található grafit max. 30%-ot tartalmaz a béta-formából, míg a mesterségesen előállított grafit egyáltalán nem tartalmaz. Az alfa-grafitból bétát előállítani mechanikai kezeléssel lehet, a béta-grafit pedig 1000 °C fölé hevítve visszaalakul alfa-grafittá.
- Fullerének

A fullerének nanométer nagyságrendű molekulák. Legegyszerűbb formájuk a 60 szénatomos gömb alakú „nanofoci”, amely öt- és hatszög alakú gyűrűket is tartalmaz. Nevüket Buckminster Fullerről kapták.
- Nanocsövek

A nanocsövek a grafit egy rácssíkjának „föltekerésével” keletkező csőszerű képződmények, öt-, hat- és hétszög alakú gyűrűket is tartalmazhatnak.
Szilárdságuk a gyémántét is meghaladja. Különféle körülmények között alkalmasak hőszigetelésre, félvezetésre vagy szupravezetésre.
A jövő anyagai.
- Az amorf szén nem kristályos szerkezetű. Anyagként gyakran földes megjelenésű, többnyire porózus, porszerű. A szén ebben a formában fordul elő a kőszénben, a faszénben és a koromban.

## Felhasználása

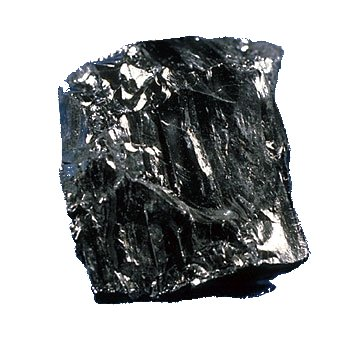
Antracit a legmagasabb széntartalmú szénféle

A szén minden ismert élet alapja, enélkül az élet – ahogy mi ismerjük – nem létezhetne. A gazdaság a szenet főleg mint ásványi szén használja. Elsősorban elektromos energia előállítására a széntüzelésű erőművekben. (Magyarország 2025-ig tervezi leállítani ezeket az erőműveket..) Emellett világszerte nagy mennyiségű szenet használnak a vasolvasztókban, ahol a szén égése a magas hőmérsékletet szolgáltatja, és egyidejűleg kiredukálja a vasat a vasércből. A világon 2007-ben évente kb. 4,5 milliárd tonna szenet bányásztak. Kényelmes fosszilis tüzelőanyagok továbbá a szénhidrogének. (Például: földgáz és kőolaj) A nyersolajból az olajipar benzint, gázolajat, kerozint, kenőolajokat stb. állít elő a lepárlóüzemekben. A nyersolaj képezi az alapját számos szintetikus anyagnak, amiket összefoglalóan műanyagoknak hívunk.
Egyéb felhasználásai:
- 14C-izotópot (felfedezése: 1940. február 27.) használnak a radiokarbon kormeghatározásban
- Egyes füstdetektorok kis mennyiségű radioaktív szénizotópot tartalmaznak ionizáló sugárzásforrásként (a legtöbb ilyen detektor ameríciumizotópot használ).
- a grafitot agyagásványokkal vegyítve a ceruzabél anyagát kapjuk
- az ékszergyémántot díszítésre használják
- az ipari gyémánt keménysége miatt fúró-, vágó-, illetve csiszolóanyag
- szenet adnak a nyersvashoz az acél előállítása során
- grafitot használnak némelyik típusú atomerőmű (Csernobil) moderátor anyagaként
- az orvosok széntablettát adnak mérgezések esetén, mert jól megköti a mérgeket
- élelmiszer-adalékként jele E153

A fullerének kémiai és szerkezeti tulajdonságai ígéretes jövőt jósolnak neki a nanotechnológiában (szén nanocsövek). Továbbá a szén felhasználható katalizátorként, katalizátor hordozóként illetve elektrokatalizátorként.

## Története
A szenet már nagyon régóta ismerjük, már a középkorban is használták és bányászták.

## Szerves vegyületei
A szén minden szerves élő anyagban előfordul, és a szerves kémia alapját képezi. Jellemző kémiai tulajdonsága, hogy önmagával és más elemekkel a vegyületek széles skáláját képes kialakítani, jelenleg közel 10 millió szénvegyületet ismerünk. Ha oxigénnel egyesül, szén-dioxid keletkezik, ami a növények fejlődéséhez alapvető fontosságú. Kénnel magas hőmérsékleten szén-diszulfidot (szénkéneg) ad. Hidrogénnel szénhidrogéneket képez, amiket az ipar elsősorban állati maradványból képződött energiaforrások (például kőolaj) formájában hasznosít. Oxigénnel és hidrogénnel zsírsavakat, észtereket is alkot. A szén-14 izotópot a radiokarbonos kormeghatározásban használják. A szénatomok azonban nemcsak más atomokkal kapcsolódhatnak, hanem korlátlan számban egymással is. Az így létrejövő lánc- vagy gyűrűs szerkezetű molekulák stabilisak. A molekulák stabilitása nem csökken a szénatomszám növekedésével.
A nemfémes elemek atomjainak egymással alkotott kötései között a H-H kötés után a C-C kötés kötési energiája a legnagyobb. A szénatom kis mérete és viszonylag nagy elektronegativitása többszörös (kettős, hármas) kötések kialakulását is lehetővé teszi.
A szerves vegyületekben a szénen és hidrogénen kívüli más atomokat heteroatomoknak nevezzük. A heteroatomok beépülhetnek a szénvázba, illetve kapcsolódhatnak a hidrogénatomok helyére. A heteroatomok megváltoztatják a molekula szerkezetét és döntően befolyásolják az adott szerves vegyület tulajdonságait.

### Csoportosítása
A szerves vegyületek csoportosítására lehetőséget ad a szénlánc alakja. Eszerint megkülönböztetünk nyílt láncú és zárt láncú (gyűrűs) vegyületeket. Az elágazást nem tartalmazó szénláncot normális szénláncnak nevezzük. A valóságban a láncok nem egyenesek, hanem „zegzugosak”. Ennek az az oka, hogy a szénatomok a tetraéderes kötésirányok miatt sosem esnek egy egyenesbe. A nyílt láncú szénvegyületek lehetnek normális vagy elágazó láncúak.
A szénatomok közötti kötések alapján is csoportosíthatjuk a szénvegyületeket. Azokat s szerves vegyületeket, melyekben a szénatomok csak egyszeres kovalens kötéssel kapcsolódnak egymáshoz, telített vegyületeknek nevezzük. Azokat a szénvegyületeket, amelyek molekuláiban vannak olyan szénatompárok, amelyek közt kétszeres vagy háromszoros kötés is van, telítetlen szénvegyületeknek nevezzük. (Mindkét csoportban lehetnek nyílt láncú és gyűrűs molekulák is.)
A molekulákat felépítő atomok szerint is csoportosíthatók a szerves vegyületek. Azokat a szerves vegyületeket, amelyeknek a a molekulája csak szén- és hidrogénatomokat tartalmaz, szénhidrogéneknek nevezzük. Azokat a szerves vegyületeket, amelyeknek a molekulája tartalmaz egyéb atomot (atomokat) is (pl. halogének, O, N), heteroatomos szerves vegyületeknek nevezzük.

## A kőszén és felhasználása

### Készletek (2006)
A Föld könnyen kitermelhető kőszénkészlete több mint egybillió tonna.
| USA | Oroszország | Kína | India | Ausztrália | Dél-Afrika | Más országok |
| --- | ----------- | ---- | ----- | ---------- | ---------- | ------------ |
| 27% | 17%         | 13%  | 10%   | 9%         | 5%         | 19%          |

### Fogyasztás
Évente mintegy 5 milliárd tonna kőszenet használunk fel.
|                         | Kína | Európa | USA  | India | Oroszország | Más országok |
| ----------------------- | ---- | ------ | ---- | ----- | ----------- | ------------ |
| 2006-ban (millió tonna) | 1531 | 1117   | 1094 | 431   | 251         | 1016         |
| 2005-ben (millió tonna) | 3242 | 853    | 1505 | 736   | 288         | 1602         |